# Leopold Just
Johann Leopold Just (* 27. Mai 1841 in Filehne, Provinz Posen; † 30. August 1891 in Baden-Baden) war ein preußischer, deutscher Botaniker und Hochschullehrer. Sein offizielles botanisches Autorenkürzel lautet „Just“.

## Leben
Leopold Just war der Sohn des Apothekers in Filehne Johann Just und seiner Frau Emilie Paulcke. Nach dem Besuch des Gymnasiums in Thorn arbeitete er für zwei Jahre in verschiedenen Bergwerken und Hütten Oberschlesiens, bevor er 1862 die Universität Breslau bezog, um dort Medizin zu studieren. Unter dem Einfluss von Heinrich Göppert und Ferdinand Julius Cohn wechselte er jedoch sein Studienfach hin zu den Naturwissenschaften mit dem Fachstudium der Botanik und hörte daselbst auch Vorlesungen in Zoologie bei Adolf Eduard Grube und in Mineralogie bei Ferdinand von Roemer. Ostern 1865 wechselte er für drei Semester an die Universität Zürich und erwarb sich dort chemische Kenntnisse im Laboratorium von Georg Städeler und setzte seine botanische Ausbildung bei Oswald Heer und Carl Eduard Cramer fort. Nachdem er im Herbst 1866 nach Breslau zurückgekehrt war, wurde er einer von zwei Assistenten am neugegründeten Pflanzenphysiologischen Institut unter Cohn. Am 12. Februar 1870 wurde er von der philosophischen Fakultät der Universität Breslau zum Doktor promoviert. Seine Dissertationsschrift behandelt die anatomischen und chemischen Veränderungen von Roggenkeimlingen, die im Licht oder im Dunkel gezogen wurden.
Nach einem kurzen Aufenthalt bei Alexander Braun und Leopold Kny in Berlin, nahm Just 1870 die Stelle als Assistent am land- und forstwirtschaftlichen Laboratorium an der Polytechnischen Hochschule Karlsruhe an, die 1865 von Großherzog Friedrich I. zur Technischen Hochschule erhoben worden war und erst 1885 umbenannt wurde. Dort war er als Hilfslehrer für Agrikulturchemie und physiologische Botanik tätig und habilitierte sich zum Privatdozent für Botanik. 1873 wurde die von Moritz August Seubert bekleidete Professur für Zoologie und Botanik geteilt und Just erhielt die Vertretung für Botanik, erst als Privatdozent und ab 1874 als außerordentlicher Professor für Agrikulturchemie und Pflanzenphysiologie. 1877 erfolgte die Ernennung zum ordentlichen Professor der Botanik und zum Direktor des Botanischen Instituts. 1886/87 übernahm er das Rektorat der Technischen Hochschule.
Bereits 1872 hatte Just am Botanischen Institut eine Landwirtschaftliche Samenprüfungsanstalt eingerichtet, welche 1884 als Pflanzenphysiologische Versuchsanstalt vom badischen Staat übernommen wurde. 1889 wurde sie in Landwirtschaftlich-botanische Versuchsanstalt umbenannt, 1901 mit der Landwirtschaft-chemischen Versuchsanstalt zur Staatlichen Landwirtschaftlichen Versuchsanstalt zusammengeführt und auf das Gut Augustenberg verlegt. 1880 gründete er den Botanischen Garten am ehemaligen Durlacher Tor auf dem Gelände des ehemaligen großherzoglichen Gemüsegartens, welcher nach dem Tod Justs von Ludwig Klein (1857–1928) weitergeführt wurde. Auf dem Gelände veranlasste Just in seiner Position als wissenschaftlicher Leiter des Tabak-Vereins Mannheim den Anbau von Tabak zur Erprobung der für Süddeutschland geeignetsten Varietäten. Auch begründete er eine Prüfungsanstalt für Lebensmittel an der technischen Hochschule, welcher 1889 eine bakteriologische Station angeschlossen wurde.
Just selber produzierte nur wenige eigenständige wissenschaftliche Veröffentlichungen. Er machte sich durch die Herausgabe des 1874 von ihm begründeten „Botanischen Jahresberichts“ für die wissenschaftliche Botanik verdient, welche er bis 1885 redigierte. Von 1881 bis 1886 übernahm er zudem mit Anton de Bary die Redaktion der „Botanischen Zeitung“. Von der badischen Regierung wurde Just zum Hofrat ernannt und von der Deutschen Akademie der Naturforscher Leopoldina am 4. Januar 1878 zum Mitglied gewählt.
Die Gesundheit von Just war seit seiner Jugend eine schwankende. Bereits seine Absicht sich dem Bergfach zu widmen musste er damals aufgeben und während seiner Studienzeit mehrere Unterbrechungen einlegen. Den Winter 1882/83 verbrachte er zur Erholung in Italien, vorwiegend auf Capri. Nachdem er am 24. Juni 1891 bewusstlos auf der Straße zusammenbrach, erholte er sich in Baden-Baden und erlitt dort am 30. August einen Schlaganfall. Die Beerdigung fand am 6. September in Karlsruhe statt, bei der Carl Engler die Trauerrede hielt.
Leopold Just heiratete 1873 Katharina Grahl (1847–1933), jüngste Tochter des Malers August Grahl. Aus der Ehe gingen eine Tochter und ein Sohn, der Physikochemiker Gerhard Just, hervor.

## Werke
- Keimung und erste Entwickelung von Secale cereale unter dem Einfluss des Lichts. Inaugural-Dissertation der philosophischen Facultät der Königlichen Universität zu Breslau zur Erlangung der Doctorwürde. Druck von Heinrich Lindner, Breslau 1870 (hathitrust.org).
- Die Keimung von Triticum vulgare. Ein Beitrag zur Lehre von der Stoffwanderung in den Pflanzen. In: Adolph Blankenhorn, Leonhard Roesler (Hrsg.): Annalen der Oenologie. Wissenschaftliche Zeitschrift für Weinbau, Weinbehandlung und Weinverwerthung. Band 3, Nr. 4. Carl Winter’s Universitätsbuchhandlung, Heidelberg 1873, S. 339–376, urn:nbn:de:bvb:12-bsb11044497-5.
- Untersuchungen über den Widerstand, den die Hautgebilde der Verdunstung entgegensetzen. In: Ferdinand Julius Cohn (Hrsg.): Beiträge zur Biologie der Pflanzen. Band 1, Nr. 3. J. U Kern’s Verlag (Max Müller), Breslau 1875, S. 11–29 (biodiversitylibrary.org).
- Ueberdie Einwirkung höherer Temperaturen auf die Erhaltung der Keimfähigkeit der Samen. In: Ferdinand Julius Cohn (Hrsg.): Beiträge zur Biologie der Pflanzen. Band 2, Nr. 3. J. U Kern’s Verlag (Max Müller), Breslau 1877, S. 311–348 (biodiversitylibrary.org).
- Phyllosiphon Arisari. In: Leopold Just, Anton de Bary (Hrsg.): Botanische Zeitung. 40. Jahrgang, Nr. 1–4. Verlag von Arthur Felix, Leipzig 1882, Sp. 1–8, 17–26, 33–47, 49–57 (biodiversitylibrary.org).
- Ueber die Möglichkeit, die unter gewöhnlichen Verhältnissen durch grüne beleutete Pflanzen verarbeitete Kohlensäure durch Kohlenoxydgas zu ersetzen. In: Ewald Wollny (Hrsg.): Forschungen auf dem Gebiete der Agrikultur-Physik. Band 5. Carl Winter’s Universitätsbuchhandlung, Heidelberg 1882, S. 60–79.
- Zur Beurteilung von Vegetationsschäden durch saure Gase. Zusammen mit H. Heine. In: Friedrich Nobbe (Hrsg.): Die landwirtschaftlichen Versuchs-Stationen. Organ für naturwissenschaftliche Forschungen auf dem Gebiete der Landwirtschaft. Band 36. Verlag von Paul Parey, Berlin 1889, S. 135–158.
- Mehlige und glasige Gerste. Zusammen mit H. Heine. In: Friedrich Nobbe (Hrsg.): Die landwirtschaftlichen Versuchs-Stationen. Organ für naturwissenschaftliche Forschungen auf dem Gebiete der Landwirtschaft. Band 36. Verlag von Paul Parey, Berlin 1889, S. 269–285.